# Жиро, Бернардино
Бернардино Жиро (итал. Bernardino Giraud; 14 июля 1721, Рим, Папская область — 5 мая 1782, там же) — итальянский куриальный кардинал, доктор обоих прав. Титулярный архиепископ Дамаска с 6 апреля 1767 по 19 апреля 1773. Апостольский нунций во Франции с 28 апреля 1767 по 15 марта 1773. Архиепископ Феррары с 15 марта 1773 по 14 февраля 1777. Камерленго Священной Коллегии кардиналов с 2 апреля 1781 по 25 февраля 1782. Кардинал in pectore c 17 июня 1771 по 19 апреля 1773. Кардинал-священник с 19 апреля 1773, с титулом церкви Сантиссима-Тринита-аль-Монте-Пинчо с 20 декабря 1773.